# El placer del texto
El placer del texto es una obra de crítica literaria escrita en 1973 por Roland Barthes. 
Es una obra fragmentaria, llena de ejemplos y metáforas que «rodean» (en terminología de Barthes) todas las cuestiones relacionadas con el placer y el gozo del texto literario. Sería una reivindicación o una introducción a una estética del placer del lector (o consumidor) que adelanta las ideas más importantes de El susurro del lenguaje: la escritura como disolución de toda voz, el lector entendido como espacio para el sentido o la crítica definida como una escritura segunda que continúa la obra «en» (y no «sobre») la que habla.
La mayor innovación teórica es la fundación de una teoría hedonista del texto literario, que, según Barthes, sería neutro, ajeno a toda voz, a toda ideología, a toda jerarquía, es decir, a la lucha de los lenguajes. Por eso el placer-gozo textual se hallaría en la fisura, en el límite; entre la cultura y su destrucción. La significancia (concepto de Julia Kristeva) sería el sentido producido sensualmente. Barthes afirma que el hedonismo no tiene cabida en una sociedad de masas, una «sociedad frígida» que no comprende la disolución, la anulación, es decir, el goce por el goce. Como vemos, la base conceptual del texto es deudora del psicoanálisis, en concreto de Lacan.

## Elplacerdel texto frente algocedel texto
A partir de los fragmentos que componen el texto de Barthes es posible reconstruir una oposición -difusa, ambigua- entre los textos de placer y los textos de goce.
Los textos de placer se consumen en el seno de la vida cultural; su lectura es confortable. A través de ellos el sujeto puede experimentar la consistencia de su yo. Es la satisfacción plena. Es en ellos donde se ejercita la crítica porque son textos «decibles»: son escritos y leídos desde el amor al lenguaje.
En cambio, los textos de goce están desplazados. El sujeto experimenta en ellos la pérdida de su identidad. Son, por tanto, asociales, aculturales y rompen los esquemas de valores del sujeto. Desacomodan. No se puede hablar de ellos; solo en ellos.